# 722 هـ
722 هـ هي سنة في التقويم الهجري امتدت مقابلةً في التقويم الميلادي بين سنتي 1322 و1323.

## مواليد
- التفتازاني

## وفيات
- رضي الدين الطبري